# Сымокин, Александр Семёнович
Александр Семёнович Сымокин (3 августа 1907, Синьял-Убеево, Ядринский уезд, Казанская губерния — 2 ноября 1980, Чебоксары, РСФСР) — советский общественно-политический деятель.
В 1937 году репрессирован по делу «чувашской буржуазно-националистической организации».

## Биография
Родился в 1907 году в деревне Синьял-Убеево. Окончил Чебоксарскую областную советско-партийную школу 2-й ступени (1927). Учился в Московском государственном институте журналистики (1931—1932).
В 1925—1929 годах — инструктор Цивильского уездного комитета ВЛКСМ, пропагандист, первый секретарь Урмарского райкома ВЛКСМ, председатель Чувашского областного бюро юных пионеров.
С августа 1929 заведующий отделом агитации и пропаганды Чувашского обкома ВЛКСМ, редактор комсомольской газеты «Çамрăк колхозник» и пионерского журнала «Хатӗр пул», председатель Нижегородского краевого бюро юных пионеров.
С июня 1932 по сентябрь 1937 первый секретарь Чувашского обкома ВЛКСМ. С февраля 1938 заведующий отделом редакции газеты «Чăваш коммуни», директор Шихазанской МТС.
Член партии с 1927 г. Секретарь ячейки РЛКСМ и пионервожатый при Цивильском укоме ВЛКСМ (1923—1925 гг.), инструктор и председатель детбюро пионеров укома РЛКСМ (1925 гг.), курсант совпартшколы II ступени (1925—1927 гг.), пропагандист Урмарского райкома ВКП(б) (1927—1928 гг.), ответственный секретарь Урмарского райкома ВЛКСМ (1928—1929 гг.), председатель областного бюро пионеров обкома ВЛКСМ (1929 г.), заведующий отдела агитации и пропаганды обкома ВЛКСМ (1929—1930 гг.), редактор газеты «Самрак колхозник» (1930 г.), председатель крайбюро пионеров Горьковского крайкома ВЛКСМ (1931—1932 гг.), ответственный секретарь обкома ВЛКСМ (1932—1937 гг.), заместитель заведующего отдела информации редакции газеты «Чаваш коммуне» (1938 г.).
21 ноября 1938 арестован. Среди обвинений: «поддерживал и восхвалял троцкизм». На момент ареста — временно исполняющий обязанности директора Шихазановской МТС (проживал: ЧАССР, Шихазановский р-н, с. Шихазаны). С 21 ноября 1938 г. содержался под стражей во внутренней тюрьме НКВД ЧАССР.
В итоге приговорен Особым совещанием при НКВД СССР 10 сентября 1941 г. по обвинению в совершении преступлений, предусмотренных: ст.19 УК РСФСР, ст.58 п.7 УК РСФСР, ст.58 п.8 УК РСФСР, ст.58 п.11 УК РСФСР, как участник контрреволюционной, буржуазно-националистической организации. Приговор: «Заключить в ИТЛ сроком на 5 лет, считая срок с 21.11.1938 г.»
Реабилитирован 8 января 1955 г. Определением Судебной коллегии по уголовным делам Верховного суда СССР «Постановление Особого совещания при НКВД по делу Сымокина отменить и дело по обвинению его в уголовном порядке прекратить за недоказанностью предъявленного ему обвинения.»
В июле 1957 назначен заведующим отделом советского строительства редакции газеты «Коммунизм ялавĕ». В 1959-63 директор газетно-журнального издательства Чувашской АССР.

## Награды
- Награждён Печатными грамотами Президиума Верховного Совета Чувашской АССР.